# Cheryl Diaz Meyer
Cheryl Diaz Meyer est une photojournaliste indépendante américano-philippine, née le 25 février 1968 à Quezon City aux Philippines. Elle est également éditrice photo, vidéaste, productrice, écrivaine et conférencière.
Lauréate du prix Pulitzer et du Visa d’or, elle est reconnue pour son travail en zone de guerre et post-catastrophe,.

## Biographie

### Jeunesse et études
Cheryl Diaz Meyer est née le 25 février 1968 à Quezon City. Elle grandit aux Philippines, au Japon et passe un an en Allemagne dans le cadre d’un échange scolaire, avant de déménager en 1981 aux États-Unis,.
Elle a étudié à l’Université du Minnesota à Duluth, où elle a obtenu un baccalauréat ès arts avec distinction en allemand puis à la Western Kentucky University où elle a obtenu une licence en photojournalisme.

### Carrière journalistique
Cheryl Diaz Meyer commence sa carrière en 1993 comme stagiaire photographe au Washington Post. L’année suivante, elle est embauchée par le Star Tribune à Minneapolis. Elle y travaille pendant cinq ans avant de partir pour le Dallas Morning News.
Le journal texan l’envoie couvrir la guerre en Irak. En 2003, son reportage Opération Liberté pour l‘Irak est couronné par le Visa d’or de la presse quotidienne au festival photo Visa pour l’image de Perpignan. En 2004, elle remporte avec David Leeson le prix Pulitzer de la photographie d’actualité pour leurs « photographies éloquentes illustrant à la fois la violence et le caractère poignant de la guerre en Irak ».
Reconnue pour son travail en zone de guerre, Cheryl Diaz Meyer raconte ses expériences dans les Nieman Reports de l’université Harvard en 2006.
De 2014 à 2017, elle est rédactrice visuel à la McClatchy Company à Washington. Elle participe aux travaux sur les Panama Papers, récompensés par le Prix Pulitzer 2017.
Son travail a été publié dans Le Monde, le New York Times, le Los Angeles Times, le Chicago Tribune, le China Daily, Newsweek, Der Spiegel et d’autres magazines. On retrouve également ses photos dans plusieurs ouvrages, dont Desert Diaries: Photojournalists on the War in Iraq, publié chez Channel Photographics et The War in Iraq chez Life,,.
Cheryl Diaz Meyer vit et travaille à Washington DC.

## Prix et distinctions
- 2001 : The John Faber Award du Overseas Press Club of America (Dallas Morning News)[12]
- 2003 : Visa d’or de la presse quotidienne au festival Visa pour l’image (Dallas Morning News)
- 2004 : Prix Pulitzer de la photographie d’actualité avec David Leeson (Dallas Morning News)
- 2017 : Prix Pulitzer de la photographie d’actualité (McClatchy Company)
- 2018 : The Eyes of History : Still Contest (plusieurs prix) de l’association des photographes de presse de la Maison-Blanche (WHNPA) en tant que journaliste indépendante[13]
- 2020 : Oversea Press Club of America Feature Photography Award pour sa série « Comfort Women »[14]